# ヴァンピアーズ
『ヴァンピアーズ』は、アキリによる日本の漫画作品。『月刊サンデーGX』（小学館）にて、2019年3月号より2023年5月号まで連載。女子中学生と不老不死の吸血鬼を描いた百合漫画である。
『月刊サンデーGX』2020年6月号付属の小冊子「『ヴァンピアーズ』SPECIAL 百合 PHOTO BOOK」では、あまつ様による一花と、ありかみうによるアリアのコスプレを掲載し、コラボレートが行われた。

## あらすじ
中学生の一花は、亡くなった祖母の葬式の場で異国の見た目をした少女アリアに出会う。
「然るべき相手は自分の心が教えてくれるもの」という祖母の教えの通り、一花はアリアに一目惚れをする。
アリアの正体は長い年月を生きる吸血鬼であった。
そしてアリアは一花に願う。「不死者である自分を殺してくれ」と。
──これはヒトと吸血鬼が織り成す恋物語である。

## 書誌情報
- アキリ『ヴァンピアーズ』小学館〈サンデーGXコミックス〉、全9巻
  1. 2019年8月19日発売[4][6]、ISBN 978-4-09-157573-9
  2. 2020年1月17日発売[7]、ISBN 978-4-09-157584-5
  3. 2020年5月19日発売[8]、ISBN 978-4-09-157595-1
  4. 2020年10月16日発売[9]、ISBN 978-4-09-157610-1
  5. 2021年5月19日発売[10]、ISBN 978-4-09-157633-0
  6. 2021年10月19日発売[11]、ISBN 978-4-09-157654-5
  7. 2022年4月19日発売[12]、ISBN 978-4-09-157677-4
  8. 2022年11月17日発売[13]、ISBN 978-4-09-157705-4
  9. 2023年6月19日発売[14]、ISBN 978-4-09-157754-2